# Józef Grzesiak (bokser)
Józef Grzesiak (ur. 18 lutego 1941 w Popowie, zm. 30 maja 2020 we Wrocławiu) – polski pięściarz, brązowy medalista XVIII Letnich Igrzysk Olimpijskich w Tokio z 1964.

## Życiorys
Reprezentował barwy Gwardii Wrocław i Moto Jelcz Oława; uzyskał wykształcenie zawodowe jako tapicer. Jego największym osiągnięciem był brązowy medal olimpijski, zdobyty w Tokio w 1964 w kategorii lekkośredniej; w pojedynku półfinałowym nie sprostał reprezentantowi ZSRR Borisowi Łagutinowi. Występował również w meczach międzypaństwowych (zarówno w reprezentacji seniorskiej, jak i młodzieżowej). W mistrzostwach Europy w Berlinie w 1965 odpadł w ćwierćfinale.
Zdobył trzy tytuły mistrza Polski w kategorii lekkośredniej (1964, 1965, 1966) oraz wicemistrzostwo Polski juniorów w kategorii półśredniej (1959). W sezonie 1965/1966 zdobył złoty medal drużynowych mistrzostw Polski w barwach Gwardii. Ponadto był medalistą Spartakiady Gwardyjskiej.
W karierze stoczył 198 walk, wygrał 157, zremisował 14 i przegrał 27.
Był odznaczony Krzyżem Kawalerskim Orderu Odrodzenia Polski.